# Dai (prénom)
Pour les articles homonymes, voir Dai.
Dai (ダイ) est un prénom japonais masculin.

## En kanji
Ce prénom peut s'écrire 大, ce qui signifie grand.

## Personnes célèbres
- Dai Nagao (長尾大) est compositeur et musicien japonais.
- Dai Tamesue (為末大) est un athlète japonais.

## Dans la fiction
- Dai (大) est le protagoniste du manga Dragon Quest : La Quête de Daï.